# Машинний телеграф

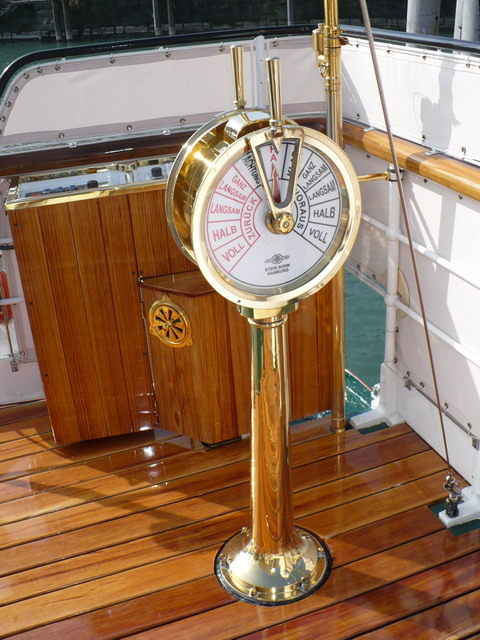
Зовнішній вигляд шкали телеграфа з важелем регулювання режиму

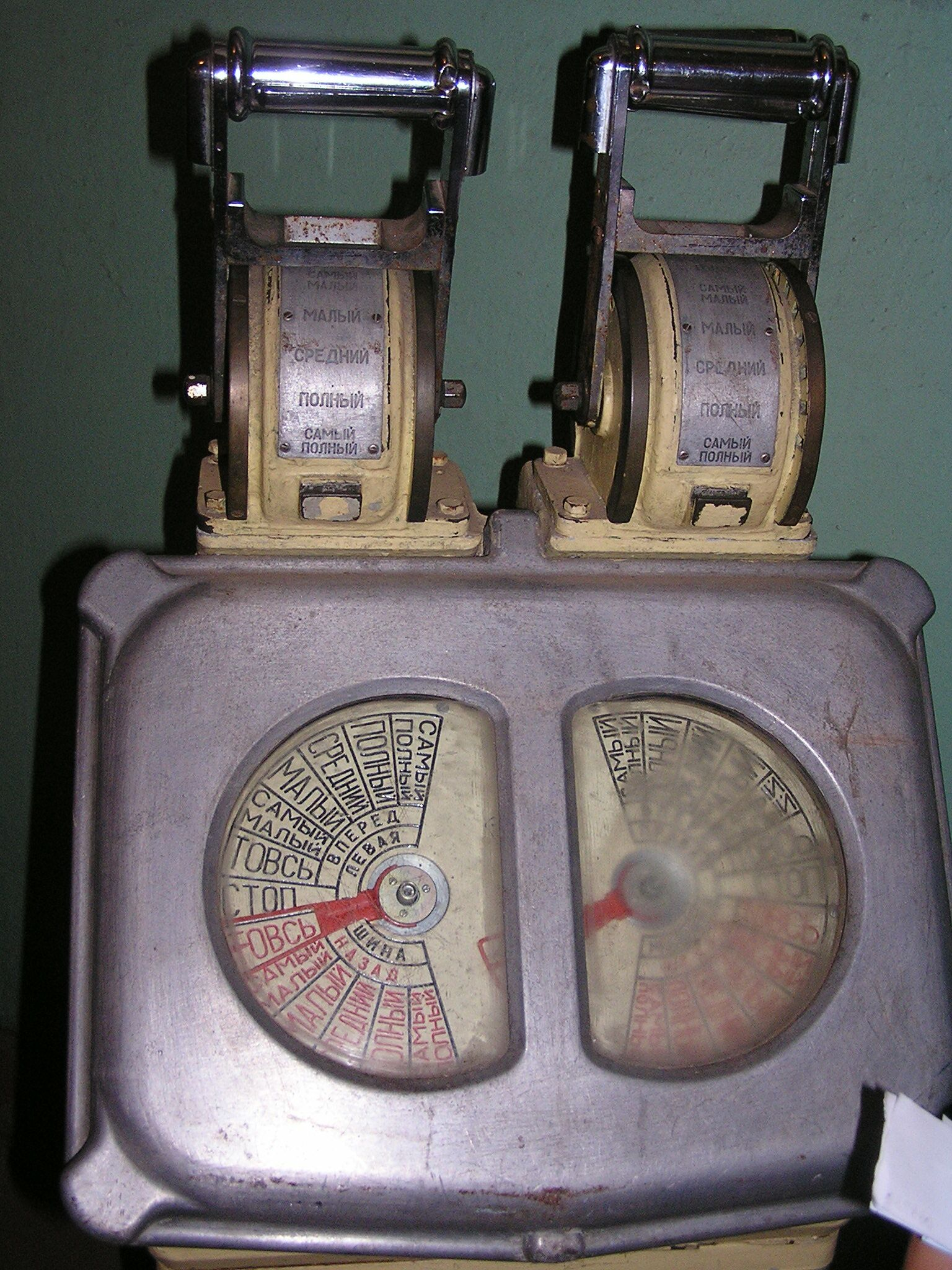
Машинний телеграф з окремою передачею команд до двох машин. Військово-морський музей у Балаклаві.

Машинний телеграф  — пристрій для передачі команд зміни режимів роботи двигунів з рубки управління судном в машинне відділення.

## Характеристика
Пристрій зазвичай складається з механічно пов'язаних між собою рукоятки, встановленої на ходовому містку судна, і стрілки, встановленої в машинному відділенні. Рукоятка (і відповідно — стрілка) має кілька фіксованих положень, що вказують необхідний режим роботи двигунів судна («Повний вперед», «Очікування», «Стоп», «Повний назад» тощо).
Власне сам машинний телеграф не здійснює управління двигунами судна, а лише виконує функцію комунікації між кермовим та ходовим відділами судна для їх злагодженої та оперативної роботи.
Для повідомлення вахтового начальника машинного відділення приймальна частина машинного телеграфу має гонг, що спрацьовує при переміщенні стрілки. Найчастіше зв'язок двосторонній, однак в окремих випадках пристрій працює лише за схемою «рубка — машинне відділення». Виконавши команду зі зміни режиму роботи двигуна, вахтовий начальник машинного відділення повідомляє (переміщенням рукоятки) про це на місток.
Машинний телеграф широко застосовувався в епоху парового судноплавства. На сучасних суднах управління силовою установкою автоматизовано і здійснюється дистанційно.
Часто машинним телеграфом традиційно називають елементи системи дистанційного керування двигуном з рубки управління, яка застосовується на сучасних суднах.